# 6 de julio
El 6 de julio es el 187.º (centésimo octogésimo séptimo) día del año en el calendario gregoriano y el 188.º en los años bisiestos. Quedan 178 días para finalizar el año.

## Acontecimientos
- 985: En España, Barcelona (Condado de Barcelona) se rinde al caudillo andalusí Almanzor, que entra en la ciudad tras asediarla durante ocho días.
- 1253: en Lituania, Mindaugas es coronado primer rey.
- 1339: en España, el rey Alfonso IV de Aragón le concede la baronía de Ayerbe a su esposa Leonor y esta se la lega a su hijo, Fernando.
- 1553: Muere el joven Eduardo VI sin herederos. De acuerdo al testamento de su padre, Enrique VIII, si Eduardo moría sin herederos -cosa que pasó- el trono inglés pasaría a manos de las hijas de Catalina de Aragón y Ana Bolena, las futuras María I de Inglaterra e Isabel I de Inglaterra.
- 1573: en la actual provincia de Córdoba (Argentina), Jerónimo Luis de Cabrera funda la aldea de Córdoba.
- 1677: en España Carlos II mediante Real Decreto reduce el tamaño de los Consejos para ahorrar tiempo en el despacho y dinero en los salarios.
- 1713: En Madrid (España) se celebra primera sesión oficial de trabajo de la Real Academia Española en la propia casa de su fundador, Juan Manuel Fernández Pacheco.
- 1759: durante la Guerra franco-india, comienza la Batalla de Fort Niagara.
- 1782: en la actual Colombia, Antonio Caballero y Góngora es nombrado virrey de la Nueva Granada.
- 1808: se crea el Estatuto de Bayona, el estatuto del rey Jose I Bonaparte de España.
- 1809: segundo día de la Batalla de Wagram, entre el ejército de Napoleón Bonaparte y el del Imperio austríaco.
- 1827: entre Famaillá y Tucumán (Argentina), en el marco de la primera guerra civil (de cinco), el federal Facundo Quiroga vence al unitario porteño Gregorio Aráoz de Lamadrid en la batalla de Rincón de Valladares.
- 1864: se funda la Cruz Roja Española.
- 1867: Globos de observación militar. Primera ascensión en América del Sur de un globo cautivo de observación militar. Ocurre durante la Guerra de la Triple Alianza, a cargo del ingeniero polaco Robert A. Chodasiewicz, incorporado al Ejército Argentino como sargento mayor. Lo acompaña el capitán paraguayo Ignacio Céspedes.
- 1878: en República Dominicana finaliza el primer periodo de Cesáreo Guillermo como presidente.
- 1885: Louis Pasteur vacuna contra la rabia con éxito al niño Joseph Meister.
- 1900: Inauguración del Hospital Naval Puerto Belgrano. El hospital estuvo previsto en los planos originales de los fundadores de la Base Naval Puerto Belgrano, Félix Dufourq y el ingeniero Luis Luiggi. La construcción se inició a principios de 1898 y fue inaugurado el 6 de julio de 1900.
- 1918:el alzamiento de los social-revolucionarios de izquierda inicia en Moscú con el asesinato del embajador alemán Wilhelm Von Mirbach por parte de miembros de la Checa
- 1933: en Buenos Aires (Argentina) se celebra el funeral de Hipólito Yrigoyen. Unas 200 000 personas siguen el cortejo fúnebre y más de medio millón lo observan, en uno de los funerales más multitudinarios de la historia de Buenos Aires.[1]
- 1934: en Ránquil (Chile), el Gobierno envía a la policía a reprimir un levantamiento obrero (Masacre de Ránquil).
- 1945: en Navarra se cierra el penal de San Cristóbal.
- 1957: en la feria de Woolton Village (Liverpool) se conocen Paul McCartney y John Lennon, futuros miembros de la exitosa banda The Beatles.
- 1958: se realizan en México las elecciones federales donde resulta elegido el C. Presidente Adolfo López Mateos del Partido Revolucionario Institucional.

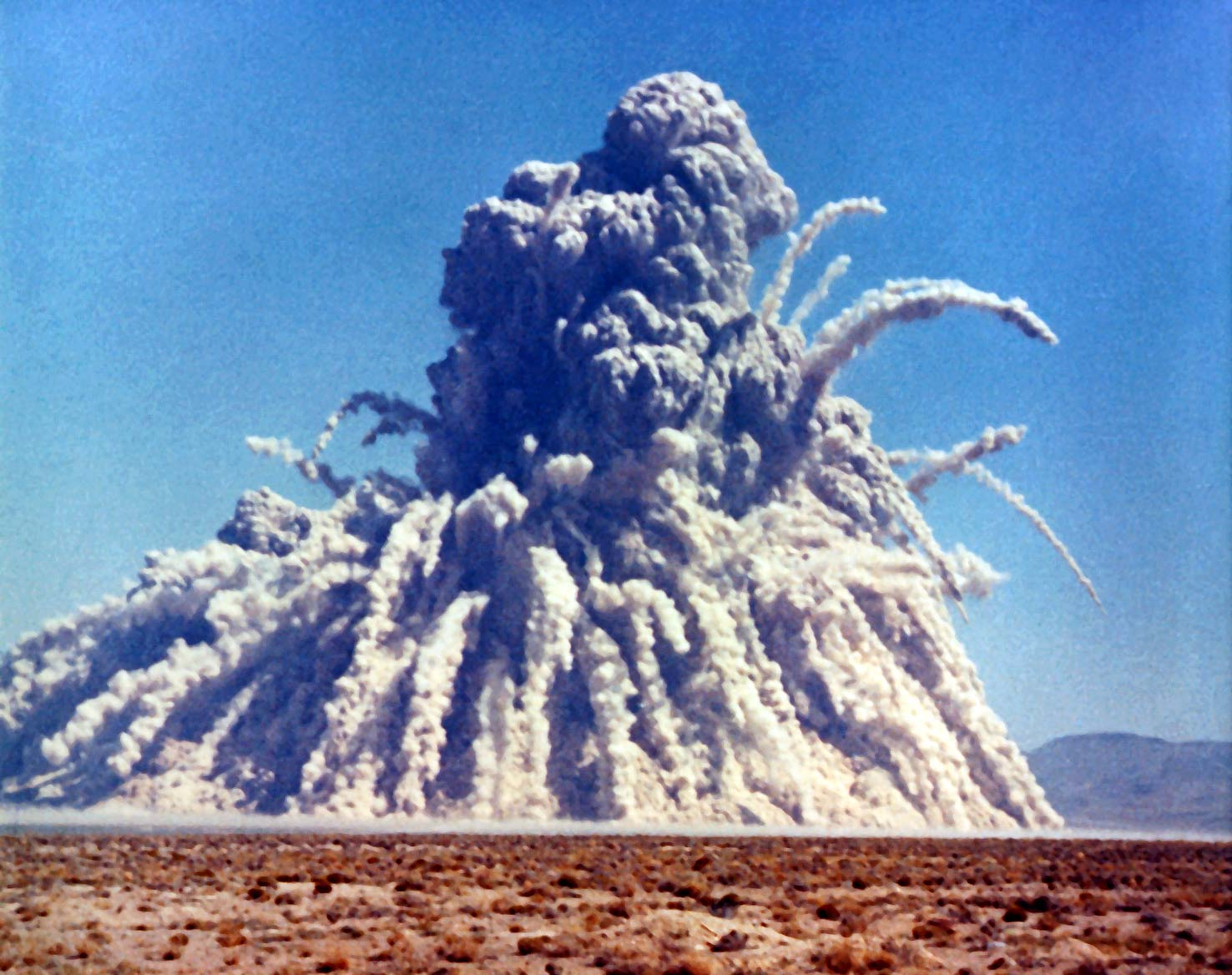
La bomba atómica Sedán (de 1962) hizo volar 12 millones de toneladas de tierra.

- 1962: en un túnel a 190 metros bajo tierra, en el área U10h del Sitio de pruebas atómicas de Nevada (a unos 100 km al noroeste de la ciudad de Las Vegas), a las 9:00 (hora local) Estados Unidos detona su bomba atómica Sedan (del programa Plowshare), de 104 kilotones. Es la bomba n.º 281 de las 1132 que Estados Unidos detonó entre 1945 y 1992. La lluvia radiactiva de la prueba contaminó más estadounidenses que ninguna otra prueba atómica.[cita requerida] El cráter Sedan (390 m × 98 m) se convirtió en el cráter artificial más grande en ese país.
- 1964: Malaui se independiza del Imperio británico.
- 1964: en Reino Unido se estrena la película de The Beatles A hard day’s night.
- 1966: Malaui adopta una constitución republicana.
- 1966: en San Luis Río Colorado (México) se marca la máxima temperatura registrada en el mundo: 58,5 °C (137.3 °F).
- 1967: en Nigeria comienza de la Guerra civil de Nigeria.
- 1975: Comoras se independiza de Francia.
- 1976: unos 30 km al sur de General Güemes (norte de Argentina), el teniente Carlos Mullhall (gobernador interventor de Salta) ordena la masacre de Palomitas: 11 presos políticios son fusilados y sus restos dinamitados para fingir un enfrentamiento con guerrilleros.
- 1977: en Argentina, en marco de la dictadura militar, se empieza a desarrollar la llamada "Noche de las Corbatas" donde el ejército secuestró y asesinó a abogados laboralistas que buscaban reformar las leyes laborales.
- 1980: Ocurre la Masacre del Río Canímar en Cuba.
- 1988: en México, Carlos Salinas de Gortari es elegido presidente.
- 1988: en Escocia explota la plataforma petrolífera Piper Alpha.
- 1997: en Vallegrande (Bolivia) son encontrados, en una fosa común, los restos del guerrillero argentino-cubano Ernesto Che Guevara (1928-1967).
- 1997: en México se celebran Elecciones legislativas
- 1998: en Hong Kong se cierra el Aeropuerto Internacional Kai Tak.
- 2003: se celebran Elecciones legislativas en México.
- 2005: en Singapur, los miembros del COI designan a la ciudad de Londres como escenario de los Juegos Olímpicos del 2012, superando a las favoritas París y Madrid y a otras dos ciudades, Nueva York y Moscú.
- 2005: en El Salvador, agentes policiales disuelven violentamente una manifestación estudiantil concentrada frente al campus central de la Universidad de El Salvador.
- 2006: el Instituto Federal Electoral proclama que el candidato Felipe Calderón Hinojosa obtuvo la mayoría de votos en la elección presidencial del pasado 2 de julio en México con poco más de 240 000 sufragios de diferencia con respecto al candidato de la coalición Por el Bien de Todos.
- 2008: en Kabul (Afganistán) se perpetra un atentado terrorista frente a la embajada de la India, causando 40 muertos y casi 150 heridos.
- 2012: en Londres, Roger Federer derrota por 6-3, 3-6, 6-4 y 6-3 a Novak Djokovic en las semifinales de Wimbledon para así jugar por el 17.º Grand Slam, el 7.º Wimbledon y el n.º 1 del mundo (e igualar el número de semanas en la cima de Sampras).
- 2013: en San Francisco (Estados Unidos), una aeronave Boeing 777, el Vuelo 214 de Asiana Airlines, procedente de Seúl, se estrella al aterrizar de emergencia en el Aeropuerto Internacional de esa ciudad: dos personas mueren.
- 2013: en el sur de Canadá ocurre el accidente ferroviario de Lac-Mégantic: al menos 50 personas mueren (20 confirmadas, 30 desaparecidas) cuando un tren cargado de petróleo explota en el centro de esta localidad.
- 2016: se publica el «informe Chilcot», con los resultados de la investigación sobre la inadecuada participación del Reino Unido en la Guerra de Irak iniciada en 2003.[2]
- 2020: En Tasajera, municipio del departamento de Magdalena, en Colombia. Ocurre la explosión de un camión cisterna, dejando como saldo 45 muertos y 19 heridos.
- 2022: En Costa Rica, el Club Sport Cartaginés vence a la Liga Deportiva Alajuelense y se corona campeón nacional después de 81 años sin ganar una final.
- 2023: se registra la temperatura media global más alta con 17,08 °C (62,74 °F).

## Nacimientos
- 1164: Federico V de Suabia, duque de Suabia entre 1167 y 1170 (f. 1170).
- 1313: Donato Velluti, jurista y cronista italiano (f. 1370).
- 1384: Alfonso de Cartagena, humanista español (f. 1456).
- 1385: Blanca I de Navarra, reina navarra (f. 1441).
- 1423: Antonio Manetti, matemático, astrónomo, escritor y arquitecto italiano (f. 1497).
- 1555: Luis II, cardenal de Guisa, religioso francés (f. 1588).
- 1594: Federico V, margrave de Baden-Durlach entre 1622 y 1659 (f. 1659).
- 1598: Kirsten Munk, noble danesa (f. 1658).
- 1602: Eleonora Ramírez de Montalvo, educadora, poeta y religiosa italiana (f. 1659).
- 1623: Jacopo Melani, compositor, organista y cantante italiano. (f. 1676).
- 1650: Federico Casimiro Kettler, duque de Curlandia y Semigalia entre 1682 y 1698 (f. 1658).
- 1659: Alberto Wolfgang de Hohenlohe-Langenburg, aristócrata alemán (f. 1715).
- 1671: Carmine Nicolás Caracciolo, aristócrata español y virrey de Perú entre 1716 y 1720 (f. 1726).
- 1678: Nicola Francesco Haym, compositor italiano (f. 1729).
- 1681: Giovanni Battista Spínola, cardenal italiano de la Iglesia católica (f. 1752).
- 1686: Antoine de Jussieu, naturalista francés (f. 1758).
- 1710: Jerónimo Grimaldi, político y diplomático italo-español (f. 1789).
- 1712: Pedro Cortés y Larraz, arzobispo de Guatemala entre 1767 y 1779 (f. 1787).
- 1713: Louis-François Daire, religioso e historiador francés (f. 1792).
- 1724: Juan Nepomuceno Carlos, aristócrata liechtensteiniano (f. 1748).
- 1730: Peter Jonas Bergius, botánico y pteridólogo sueco (f. 1790).
- 1736: Daniel Morgan, político y militar estadounidense (f. 1802).
- 1744: María Josefa Carmela, aristócrata española (f. 1801).
- 1747: John Paul Jones, marino estadounidense de origen escocés (f. 1792).
- 1755: John Flaxman, escultor, ilustrador y dibujante inglés (f. 1826).
- 1756: Francisco Antonio de Mean, aristócrata belga (f. 1831).
- 1766: John Russell, duque de Bedford, botánico y político inglés (f. 1839).
- 1766: Alexander Wilson, poeta, naturalista, ornitólogo e ilustrador estadounidense (f. 1813).
- 1778: Jean-Baptiste Bory de Saint-Vincent, naturalista francés (f. 1846).
- 1781: John D. Sloat, oficial de la marina estadounidense (f. 1867).
- 1782: Luis Brión, militar, marino y prócer curazoleño que luchó para independizar a Venezuela de España (f. 1821).
- 1782: María Luisa de Borbón, aristócrata española (f. 1824).
- 1785: William Jackson Hooker, botánico británico (f. 1785).
- 1789: María Isabel de Borbón, aristócrata española (f. 1848).
- 1793: Jacob de Kempenaer, abogado y político neerlandés (f. 1870).
- 1794: María Teresa de Thurn y Taxis, noble alemana, princesa de Thurn y Taxis (f. 1874).
- 1794: Wilhelm Hensel, pintor y retratista alemán (f. 1861).
- 1796: Nicolás I, zar ruso (f. 1855).
- 1796: Robert Wight, cirujano y botánico escocés (f. 1872).
- 1800: Pio Dávila del Castillo, político y hacendado peruano.
- 1804: Jerónimo Carrión, político ecuatoriano, presidente de Ecuador entre 1865 y 1867 (f. 1873).
- 1806: Manuel Sánchez Silva, político español (f. 1881).
- 1808: Johann Gustav Droysen, historiador alemán (f. 1884).
- 1809: Alexandre Debain, inventor francés (f. 1877).
- 1810: Guillermo I de Urach, noble alemán, Duque de Urach entre 1867 y 1869 (f. 1869).
- 1812: Miguel Lerdo de Tejada, político mexicano (f. 1861).
- 1814: Eduardo Angelim, labrador y político brasileño (f. 1882).
- 1816: Joseph Alexander Smith Acklen, abogado, hacendado y veterano de guerra estadounidense (f. 1863).
- 1817: Rudolph Albert von Kölliker, anatomista, embriólogo, fisiólogo, zoólogo y botánico suizo (f. 1905).
- 1818: Adolf Anderssen, ajedrecista alemán (f. 1879).
- 1818: Miguel Joaquín Eleizegui Arteaga «Gigante de Alzo», hombre español que adquirió relevancia por exhibirse debido a su gran estatura (f. 1861).
- 1819: Ernst Wilhelm von Brücke, médico y fisiólogo alemán (f. 1892).
- 1819: Ignacij Knoblehar, sacerdote católico, misionero y explorador esloveno (f. 1858).
- 1820: Manuel María Paz, militar, cartógrafo, dibujante y pintor colombiano (f. 1902).
- 1823: Sophie Adlersparre, editora sueca, pionera del movimiento por los derechos de la mujer en Suecia (f. 1895).
- 1823: Vincenzo Petrocelli, pintor italiano (f. 1896).
- 1829: Federico VIII de Schleswig-Holstein, aristócrata alemán (f. 1880).
- 1831: Sóstenes Rocha, militar mexicano (f. 1897).
- 1832: Maximiliano I de México, político austriaco, emperador de México (f. 1867).
- 1834: Joseph Boehm, escultor austro-británico (f. 1890).
- 1834: Henry Haversham Godwin-Austen, geólogo y topógrafo británico (f. 1923).
- 1837: R. G. Bhandarkar, erudito orientalista y activista indio (f. 1925).
- 1838: Vatroslav Jagić, filólogo y profesor universitario de eslavística croata (f. 1923).
- 1840: José María Velasco, pintor mexicano (f. 1912).
- 1841: Leopold Kny, botánico alemán (f. 1916).
- 1843: Ludwig Beissner, horticultor alemán (f. 1927).
- 1845: Ponziano Loverini, pintor italiano (f. 1929).
- 1845: Ángela Peralta, cantante mexicana (f. 1883).
- 1852: Arnulfo de Baviera, príncipe de Baviera (f. 1907).
- 1853: Jesús de Valle, abogado y político mexicano (f. 1938).
- 1854: Manuel Iradier, explorador español (f. 1911).
- 1856: Subba Row, filósofo indio (f. 1890).
- 1858: John A. Hobson, economista inglés (f. 1940).
- 1858: José Miguel Gómez, militar y político cubano, presidente entre 1909 y 1913 (f. 1921).
- 1859: Verner von Heidenstam, escritor sueco, premio nobel de Literatura en 1916 (f. 1940).
- 1859: Justo Cuervo Arango, religioso dominico español, catedrático y publicista (f. 1921).
- 1864: Alberto Nepomuceno, compositor brasileño (f. 1920).
- 1865: Émile Jaques-Dalcroze, compositor, músico y educador musical suizo (f. 1950).
- 1866: Charles Mangin, general francés (f. 1925).
- 1868: Victoria del Reino Unido, princesa británica (f. 1935).
- 1869: Friedrich Fichter, químico suizo (f. 1952).
- 1871: Evelyn Selbie, actriz estadounidense (f. 1950).
- 1872: María Luisa Teresa de Baviera, princesa alemana (f. 1954).
- 1873: Dimitrios Maximos, banquero y político griego (f. 1955).
- 1873: Ethel Sands, artista estadounidense (f. 1962).
- 1874: Isaías de Noronha, militar brasileño (f. 1963).
- 1875: Carlo Bazzi, pintor italiano (f. 1947).
- 1876: Luis Emilio Recabarren, político chileno, fundador del Partido Comunista de Chile (f. 1924).
- 1876: Henry Caro-Delvaille, pintor y decorador francés (f. 1928).
- 1877: Niceto Alcalá Zamora, político y jurista español (f. 1949).
- 1877: Frank Riseley, tenista británico (f. 1959).
- 1878: Guillermo Tritschler y Córdova, obispo mexicano, sexto obispo de San Luis Potosí y séptimo arzobispo de Monterrey (f. 1952).
- 1878: Ulrich Graf, militar alemán (f. 1950).
- 1878: Marmaduke Grove, militar, político y revolucionario chileno (f. 1954).
- 1878: Eino Leino, escritor, poeta y periodista finlandés (f. 1926).
- 1878: Malcolm Burr, autor, traductor, entomólogo y geólogo inglés (f. 1954).
- 1878: Annabelle Moore, bailarina y actriz estadounidense (f. 1961).
- 1879: Henri Jobier, esgrimista francés (f. 1930).
- 1883: Alberto Collo, actor teatral y cinematográfico italiano (f. 1955).
- 1883: Arnold Kohlschütter, astrónomo y astrofísico alemán (f. 1969).
- 1884: Willem Marinus Dudok, arquitecto neerlandés (f. 1974).
- 1884: Olaf Pedersen, gimnasta artístico danés (f. 1972).
- 1885: Vladímir Artémiev, inventor e ingeniero ruso (f. 1962).
- 1885: Ernst Busch, militar alemán (f. 1945).
- 1885: Juan Gavala y Laborde, ingeniero español (f. 1977).
- 1886: Marc Bloch, historiador francés (f. 1944).
- 1886: Julio Madero, militar mexicano (f. 1946).
- 1886: Juan Carlos Alonso Pita, pintor y caricaturista español-argentino (f. 1945).
- 1887: Annette Kellerman, nadadora profesional y actriz australiana (f. 1975).
- 1888: Felice Berardo, futbolista italiano (f. 1956).
- 1888: Alejandro Berruti, dramaturgo argentino (f. 1964).
- 1888: Tranquilino Mendoza, militar mexicano (f. 1959).
- 1889: Clementina Arderiu, poetisa española (f. 1976).
- 1889: Louis Mottiat, ciclista belga (f. 1972).
- 1889: Blanca Podestá, actriz argentina (f. 1967).
- 1890: Selma Meyer, pacifista y feminista holandesa (f. 1941).
- 1891: Amilcare Fantoli, militar, geógrafo, explorador, climatólogo, y profesor italiano (f. 1980).
- 1891: Luis de Vargas y Soto, dramaturgo español (f. 1949).
- 1892: Ignaz Epper, pintor y escultor suizo (f. 1969).
- 1892: Frank P. Albrook, militar y aviador estadounidense (f. 1924).
- 1892: Samuel Kirkland Lothrop, arqueólogo y antropólogo estadounidense (f. 1965).
- 1894: Edmund Lindmark, gimnasta artístico sueco (f. 1968).
- 1894: Filippo Zappata, ingeniero y diseñador de aeronaves italiano (f. 1994).
- 1895: Luis Durand, escritor y periodista chileno (f. 1954).
- 1897: Isaías Medina Angarita, político y militar venezolano (f. 1953).
- 1897: Maximilian von Edelsheim, militar alemán (f. 1994)
- 1898: Keith Vincent Anderson, aviador australiano (f. 1929).
- 1898: Hanns Eisler, compositor germano-austriaco de música clásica (f. 1962).
- 1898: Gustav Ucicky, director cinematográfico austriaco (f. 1961).
- 1899: Susannah Mushatt Jones, supercentenaria estadounidense (f. 2016).
- 1900: Kathryn Hulme, escritora estadounidense (f. 1981).
- 1900: Victor Kugler, ciudadano neerlandés que ayudó a ocultar a Ana Frank y a su familia durante la ocupación nazi de los Países Bajos (f. 1981).
- 1901: Pavel Rótmistrov, militar soviético (f. 1982).
- 1901: Syama Prasad Mukherjee, político, abogado y académico indio (f. 1953).
- 1903: Hugo Theorell, bioquímico y académico sueco, Premio Nobel de Fisiología o Medicina en 1955 (f. 1982).
- 1905: Juan O'Gorman, pintor y arquitecto mexicano (f. 1982).
- 1906: Charlo, actor y cantante argentino (f. 1990).
- 1906: Colette Audry, escritora, activista y política francesa (f. 1990).

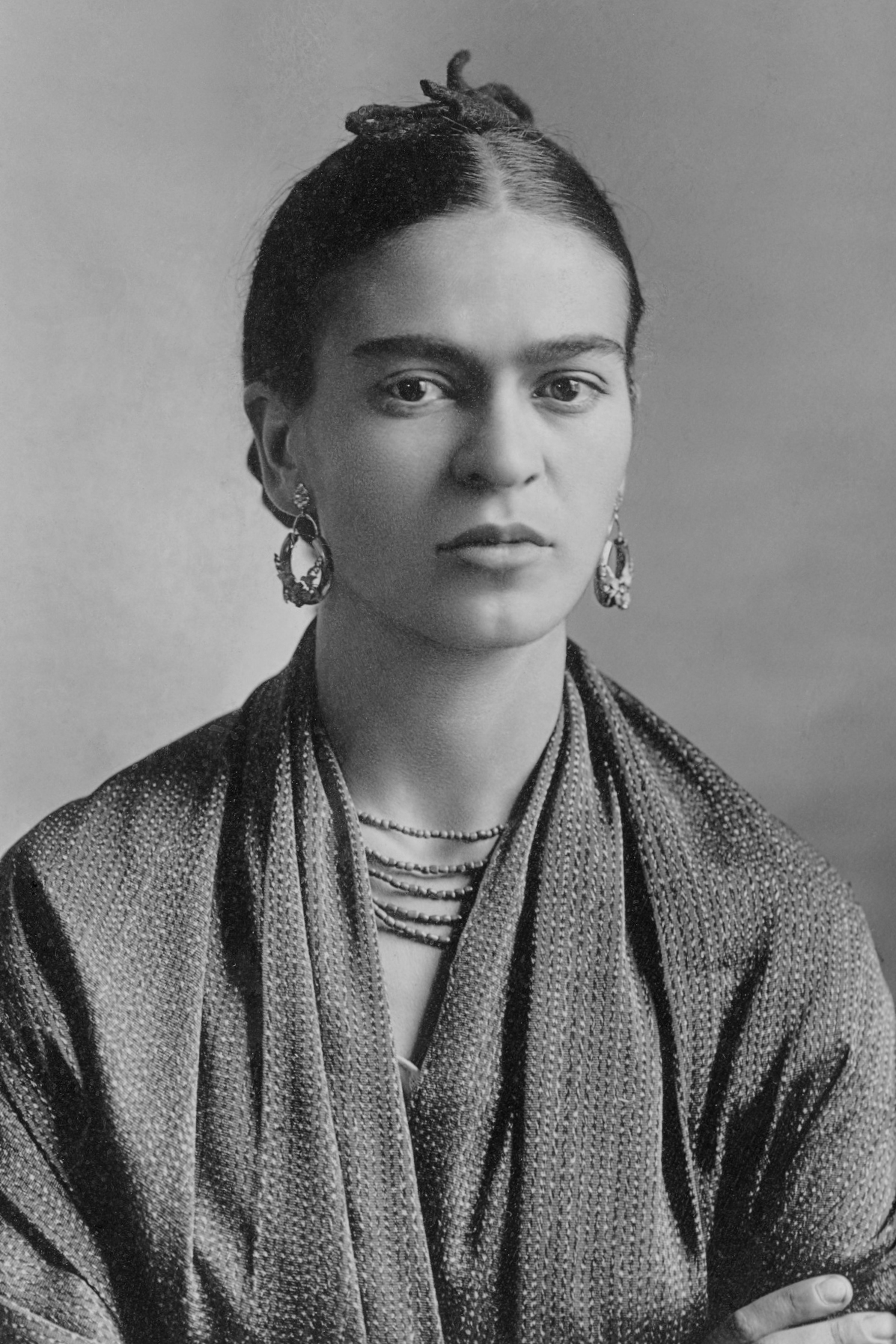
Frida Kahlo.

- 1907: Frida Kahlo, pintora mexicana (f. 1954).
- 1908: Miguel Schweitzer, jurista y político chileno (f. 1997).
- 1910: Selina Asenjo Fueyo, sindicalista y política española (f. 2006).
- 1912: Pedro Cresta, escultor argentino (f. 1970).
- 1912: Heinrich Harrer, montañista austriaco (f. 2006).
- 1913: José María Lara Ortiz de Pinedo, fotógrafo, periodista y empresario español (f. 1999).
- 1914: Otto Bumbel, jugador y entrenador de fútbol brasileño nacionalizado español (f. 1998).
- 1914: Viola Desmond, activista por los derechos civiles de los afroamericanos y empresaria estadounidense (f. 1965).
- 1914: José García Nieto, escritor español (f. 2001).
- 1915: Carlos Martí Bufill, abogado español (f. 2001).
- 1916: Morgan Sparks, científico estadounidense (f. 2008).
- 1917: Heribert Barrera, político español (f. 2011).
- 1918: Francisco Moncion, miembro fundador del New York City Ballet (f. 1995).
- 1918: Sebastian Cabot, actor británico (f. 1977).
- 1919: Ernst Haefliger, tenor suizo (f. 2007).
- 1919: Oswaldo Guayasamín, pintor ecuatoriano (f. 1999).
- 1920: José Rafael Meza Ivancovich, futbolista costarricense (f. 1988).
- 1921: Bengt Danielsson, explorador, antropólogo y escritor sueco (f. 1997).
- 1921: Pepa Noia, activista argentina, fundadora de Madres de Plaza de Mayo (f. 2015).
- 1921: Osvaldo Ramírez García, revolucionario cubano (f. 1962).
- 1921: Nancy Reagan, primera dama estadounidense. (f. 2016).
- 1921: Billy y Bobby Mauch, actores estadounidenses (f. 2006 y 2007 respectivamente).
- 1921: Ferenc Rudas, futbolista húngaro (f. 2016).
- 1921: Bill Shirley, actriz estadounidense (f. 1989).
- 1922: Miguel Ángel García Guinea, arqueólogo español (f. 2012).
- 1922: Toni Seven, actriz y modelo estadounidense (f. 1991).
- 1923: Wojciech Jaruzelski, político, militar y presidente polaco (f. 2014).
- 1923: Madame Claude, célebre proxeneta francesa (f. 2015).
- 1923: Marie McDonald, actriz y cantante estadounidense (f. 1965).
- 1923: Cathy O'Donnell, actriz estadounidense (f. 1970).
- 1924: Louie Bellson, baterista estadounidense de jazz y rock (f. 2009).
- 1924: Joan Bernet Toledano, historietista español (f. 2009).
- 1925: Merv Griffin, presentador televisivo, músico, actor, y empresario estadounidense (f. 2007).
- 1925: Bill Haley, músico estadounidense (f. 1981).
- 1925: Zdravko-Ćiro Kovačić, jugador de waterpolo croata (f. 2015).
- 1925: Gazi Yaşargil, científico y neurocirujano turco (f. 2025).
- 1925: Fernando Velit Sabattini, militar y político peruano (f. 2018).
- 1925: Ulrich Welss, pintor alemán-chileno (f. 2016).
- 1926: Adolfo Carretero Pérez, jurista y escritor español (f. 1994).
- 1927: Janet Leigh, actriz estadounidense (f. 2004).
- 1927: Nilo Soruco, cantante boliviano (f. 2004).
- 1928: Wally Osterkorn, jugador de baloncesto estadounidense (f. 2012).
- 1928: Hermína Franková, escritora y guionista checa (f. 2024).
- 1929: Hélène Carrère d'Encausse, historiadora y política francesa (f. 2023).
- 1930: Ian Burgess, piloto de automovilismo británico (f. 2012).
- 1930: Herbert Erhardt, futbolista alemán (f. 2010).
- 1930: Michel Schooyans, filósofo y teólogo belga (f. 2022).
- 1931: Rudolf Szanwald, futbolista austriaco (f. 2013).
- 1931: Della Reese, actriz y cantante estadounidense (f. 2017).
- 1931: Antonella Lualdi, actriz y cantante italiana (f. 2023).
- 1931: Emily Nasrallah, escritora libanesa, activista por los derechos de las mujeres (f. 2018).
- 1932: Giuseppe Corradi, futbolista y director técnico italiano (f. 2002).
- 1932: Herman Hertzberger, arquitecto neerlandés.
- 1932: Rafael del Real, pintor español (f. 2023).
- 1932: Richard Secord, militar estadounidense (f. 2024).
- 1933: Henri Anglade, ciclista francés.
- 1933: Antonio Díaz-Miguel, jugador y entrenador español de baloncesto (f. 2000).
- 1933: Al Ferrari, jugador de baloncesto estadounidense (f. 2016).
- 1933: Fred Forest, artista francés (f. 1933).
- 1933: June Kenney, actriz estadounidense (f. 2021).
- 1933: Jean-Pierre Mocky, cineasta, productor, guionista, productor y actor francés (f. 2019).
- 1933: Moisés Navedo, jugador de baloncesto puertorriqueño (f. 2013).
- 1933: Catalina Wainerman, socióloga y docente universitaria argentina.
- 1934: Günther Domenig, arquitecto austriaco (f. 2012).
- 1934: Marta Valdés, compositora, guitarrista e intérprete cubana (f. 2024).
- 1935: Tenzin Gyatso, religioso y político tibetano, dalái lama desde 1940.
- 1935: Patricio Bañados, periodista, locutor de radio y presentador chileno (f. 2023).
- 1936: Jacques Lassalle, dramaturgo, escenógrafo y director teatral francés (f. 2018).
- 1936: Dave Allen, actor y humorista irlandés (f. 2005).
- 1937: Vladímir Áshkenazi, director de orquesta islandés de origen ruso.
- 1937: Ernesto Figueiredo, futbolista portugués.
- 1937: Ned Beatty, actor estadounidense (f. 2021).
- 1937: Michael Sata, político zambiano, presidente de Zambia entre 2011 y 2014 (f. 2014).
- 1938: Takuma Nakahira, fotógrafo japonés (f. 2015).
- 1938: Franco Luambo, compositor, cantante y músico congoleño (f. 1989).
- 1938: Luana Patten, actriz estadounidense (f. 1996).
- 1939: Mary Peters, atleta británica.
- 1939: Jet Harris, bajista británico de la banda The Shadows (f. 2011).
- 1940: Rex Cawley, atleta estadounidense.
- 1940: Takeshi Fuji, exboxeador profesional estadounidense de ascendencia japonesa.
- 1940: Kan Guixiang, artista marcial china.
- 1940: Nursultan Nazarbayev, presidente kazajo.
- 1941: Pedro Carmona, político, economista y empresario venezolano.
- 1941: Luis Cruzado Sánchez, futbolista y director técnico peruano (f. 2013).
- 1941: David Crystal, lingüista, académico y autor británico.
- 1941: Heinz Büker, piragüista alemán.
- 1941: Fuad Guliyev, político azerí, Primer ministro de Azerbaiyán entre 1995 y 1996.
- 1942: Wolf Bickel, astrónomo alemán.
- 1942: Raymond Depardon, fotógrafo y cineasta francés.
- 1942: Fello Suberví, abogado y político dominicano.
- 1942: Claudia Wedekind, actriz alemana (f. 2015).
- 1942: Josep Manuel Basáñez, político y empresario español (f. 2014).
- 1943: Rodolfo de Anda, actor mexicano (f. 2010).
- 1945: Heikki Mikkola, ex-piloto de motocross finlandés.
- 1945: Victor Nuñez, cineasta puertorriqueño-estadounidense.
- 1945: Della Purves, artista botánica británica (f. 2008).
- 1945: Ana Teresa Torres, escritora venezolana.
- 1945: Burt Ward, actor estadounidense.
- 1946: George W. Bush, político y presidente estadounidense.
- 1946: Jean Kerhervé, historiador francés.
- 1946: Gerardo Romano, actor argentino de cine, teatro y televisión.
- 1946: Peter Singer, filósofo australiano.
- 1946: Sylvester Stallone, actor estadounidense.Sylvester Stallone
- 1946: Toquinho, músico brasileño.

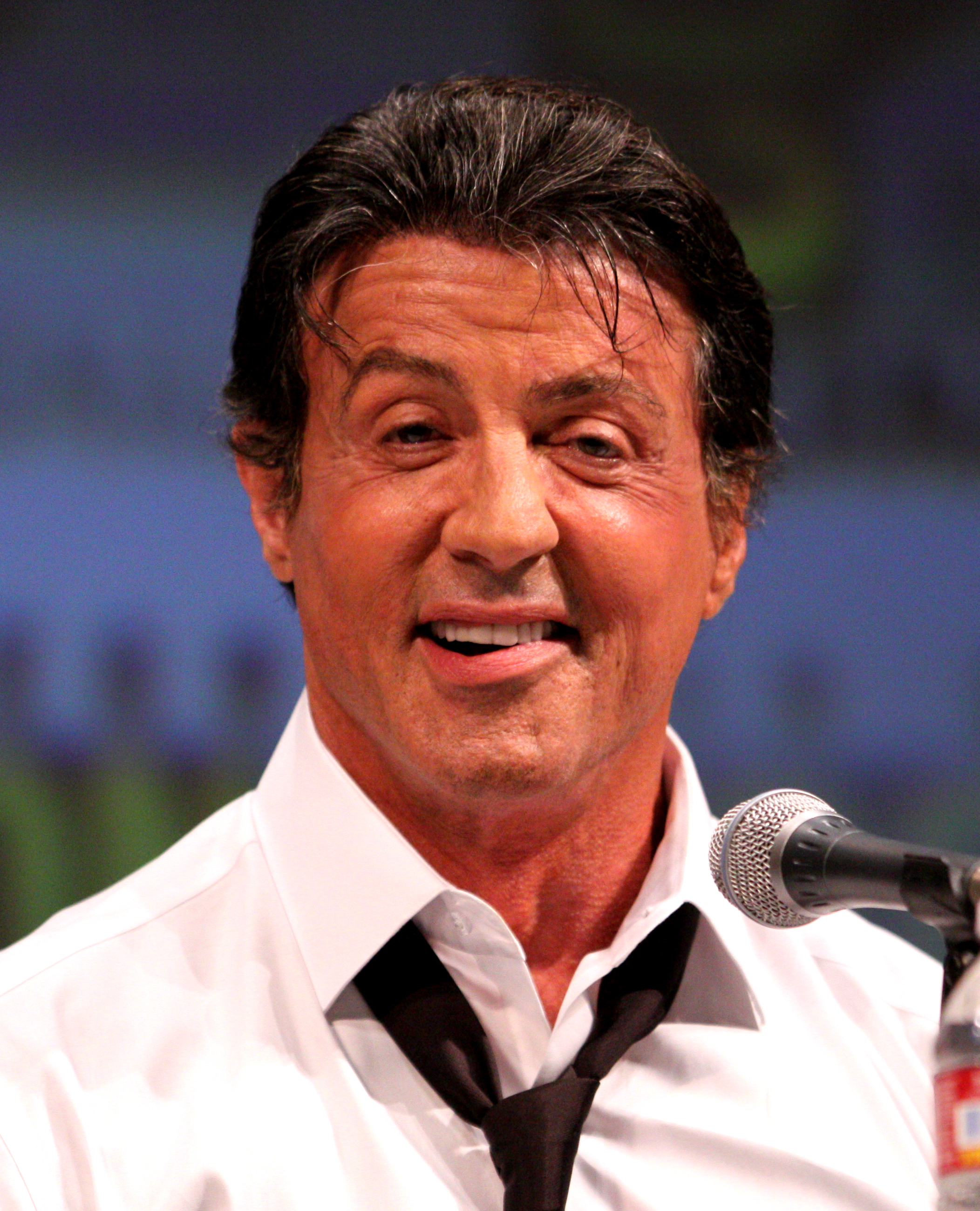
Sylvester Stallone

- 1947: Richard Beckinsale, actor inglés (f. 1979).
- 1947: Néstor Chávez, beisbolista venezolano (f. 1969).
- 1947: Katherine Collins, dibujante, escritora, personalidad de los medios, artista teatral y compositora canadiense
- 1948: Arnaldo Baptista, músico y compositor brasileño, de la banda Os Mutantes.
- 1948: Nathalie Baye, actriz francesa.
- 1948: Jeff Webb, jugador de baloncesto estadounidense.
- 1948: Emilio Alonso Río, entrenador de balonmano, profesor universitario y empresario español.
- 1949: Noli de Castro, político filipino, vicepresidente de Filipinas entre 2004 y 2010.
- 1949: Phyllis Hyman, actriz, cantante y modelo estadounidense (f. 1995).
- 1949: Michael Shrieve, baterista y compositor estadounidense.
- 1950: Gabriele Albertini, empresario y político italiano.
- 1950: Geraldine James, actriz británica.
- 1950: John Byrne, historietista angloestadounidense.
- 1950: Juan Carlos Mendizábal, locutor y presentador de televisión argentino (f. 2012).
- 1951: Geoffrey Rush, actor australiano.
- 1952: Tatiana Góyshchik, atleta soviética.
- 1952: Prince Johnson, político liberiano (f. 2024).
- 1952: Hilary Mantel, escritora británica (f. 2022).
- 1953: Nanci Griffith, cantautora estadounidense (f. 2021).
- 1954: Francisco Reyes, actor chileno.
- 1954: Tereza Cristina, empresaria, ingeniera agrónoma y política brasileña.
- 1955: Melba Farías Zambrano, política mexicana.
- 1955: Sherif Ismail, político egipcio, Primer ministro de Egipto entre 2015 y 2018.
- 1955: Armando Vega Gil, bajista, compositor y escritor mexicano (f. 2019).
- 1956: Barbara Blaine, abogada, teóloga y activista estadounidense (f. 2017).
- 1956: Casey Sander, actor estadounidense.
- 1958: Krzysztof Czyżewski, poeta, ensayista y escritor polaco.
- 1958: Arnaldo Otegi, político español, miembro del partido político Sortu.
- 1958: Jennifer Saunders, comediante, guionista, actriz y maestra británica.
- 1959: Philippe Boccara, piragüista francés nacionalizado estadounidense.
- 1959: Richard Dacoury, jugador de baloncesto francés.
- 1959: Duško Marković, político montenegrino, primer ministro de Montenegro entre 2016 y 2020.
- 1960: Valerie Brisco-Hooks, atleta estadounidense.
- 1960: Víctor Hugo Jiménez, futbolista argentino.
- 1960: Stergomena Tax, política y diplomática tanzana
- 1961: Juan Palomino, actor argentino.
- 1962: Todd Bennett, atleta británico (f. 2013).
- 1962: Bernard Brégeon, piragüista francés.
- 1962: Helmut Ditsch, artista plástico argentino de origen austriaco.
- 1963: Fabián Ramírez, guerrillero colombiano.
- 1964: Bernardo Bonezzi, compositor español (f. 2012).
- 1964: Cristina D'Avena, cantante, presentadora y actriz italiana.
- 1964: Javier Velasco Yeregui, sacerdote y teólogo español (f. 2009).
- 1965: Claudio Rico, actor e imitador argentino.
- 1966: Mark Mitchinson, actor británico-neozelandés.
- 1967: Glen Mazzara, productor y guionista estadounidense.
- 1967: Heather Nova, cantautora británica.
- 1968: Ana Lúcia Mota, exjugadora brasileña de baloncesto.
- 1968: Tomasz Goliasz, piragüista polaco.
- 1968: Gordon Heuckeroth, cantante neerlandés.
- 1968: Carolina Viggiano Austria, abogada y política mexicana.
- 1969: César Quesada, futbolista español.
- 1969: Lorenzo Sáez, futbolista argentino.
- 1969: Brian Van Holt, actor estadounidense.
- 1969: Yuji Yokoyama, exfutbolista japonés.
- 1970: Johnny Orosco, cantante y músico peruano de cumbia, vocalista y fundador del Grupo Néctar (f. 2007).
- 1970: Regla Bell, voleibolista cubana.
- 1970: Østen Bergøy, cantante noruego.
- 1970: Roger Cicero, cantante alemán de jazz (f. 2016).
- 1970: Inspectah Deck, rapero estadounidense, de la banda Wu-Tang Clan.
- 1970: Antonio Harvey, jugador de baloncesto estadounidense.
- 1970: Jana Thieme, remera alemana.
- 1971: Lara Hooiveld, nadadora australiana.
- 1972: Isabelle Boulay, cantante canadiense.
- 1972: Fabrice Colin, escritor francés.
- 1972: Laurent Gaudé, escritor francés.
- 1972: Pedro Arnulfo Sánchez, militar retirado colombiano y Ministro de Defensa de Colombia desde 2025.
- 1973: Mikel Garikoitz Aspiazu Rubina, terrorista español.
- 1974: Zé Roberto, futbolista brasileño.
- 1974: Estíbaliz Espinosa, escritora española.
- 1975: Leonardo Lourenço Bastos, futbolista brasileño.
- 1975: Sebastián Rulli, actor argentino.
- 1975: Vladimir Vasilj, exfutbolista croata de origen alemán.
- 1975: Alessandro Juliani, actor canadiense.
- 1975: Kim Sook, comedianta surcoreana.
- 1975: 50 cent, rapero estadounidense.
- 1975: Néstor García, atleta uruguayo.
- 1976: Cécile Argiolas, esgrimista francesa.
- 1976: Ophélie David, esquiadora francesa.
- 1976: Rory Delap, lanzador de jabalina y futbolista irlandés.
- 1976: Modiri Marumo, futbolista botsuano.
- 1977: Maksím Mirni, tenista bielorruso.
- 1977: Ricardo Medina, Jr., actor estadounidense de ascendencia puertorriqueña.
- 1977: Oscar D'Aniello, cantante español de la banda Delafé y las Flores Azules.
- 1977: Brianna Wu, desarrolladora de videojuegos y programadora informática estadounidense.
- 1978: Tia Mowry y Tamera Mowry, actrices estadounidenses.
- 1978: Joseba Albizu, ciclista español.
- 1978: Hassan Roudbarian, futbolista iraní.
- 1978: Federico Simonetti, periodista, presentador, guionista y humorista argentino.
- 1979: Fabrice Abriel, futbolista francés.
- 1979: Andrea Torre, actriz salvadoreña-mexicana.
- 1979: Mirsad Bešlija, exfutbolista bosnio.
- 1979: Nic Cester, cantante y guitarrista australiano, de la banda Jet.
- 1979: Kevin Hart, actor y comediante estadounidense.
- 1979: C. J. Hobgood, surfista profesional estadounidense.
- 1979: Cédric Kanté, futbolista francés.
- 1979: Goran Šprem, jugador de balonmano croata.
- 1979: Luiza Coppieters, profesora de filosofía, activista LGBT y feminista brasileña.
- 1980: Pau Gasol, baloncestista español.
- 1980: Leandro Rivera, actor español.
- 1980: Joell Ortiz, rapero estadounidense.
- 1980: Ignacio Casano, actor argentino.
- 1980: Eva Green, actriz francesa.
- 1980: Kim Chung-Tae, deportista surcoreano.
- 1981: John Cox, jugador de baloncesto venezolano de ascendencia estadounidense.
- 1981: Jelena Kostanić Tošić, tenista croata.
- 1981: Román Shirókov, futbolista ruso.
- 1981: Yannick Talabardon, ciclista francés.
- 1981: Elena Ballesteros, actriz española.
- 1982: Julius Brink, jugador de voleibol alemán.
- 1982: Hlynur Bæringsson, jugador de baloncesto islandés.
- 1982: Malena Pichot, actriz, comediante y guionista argentina.
- 1982: Ionuţ Rada, futbolista rumano.
- 1982: Adriana Lucía, cantautora colombiana.
- 1982: Su Tai-Yuan, deportista taiwanés.
- 1982: Sierra Sinn, actriz pornográfica estadounidense.
- 1983: Brent Fisher, futbolista neozelandés.
- 1983: Elis Guri, deportista búlgaro de origen albanés que compite en lucha grecorromana.
- 1983: Gregory Smith, actor canadiense.
- 1983: Jorge de Cascante,  escritor, antólogo, editor y traductor español.
- 1984: Dina Bellrham, poetisa ecuatoriana.
- 1984: Lauren Harris, cantante británica.
- 1984: Gonzalo Maulella, futbolista uruguayo.
- 1984: Shenay Perry, tenista estadounidense.
- 1984: D. Woods, cantante estadounidense, de la banda Danity Kane.
- 1984: Jone Samuelsen, futbolista noruego.
- 1985: Heems, rapero estadounidense.
- 1986: Ranveer Singh, actor indio.
- 1986: Luigi Di Maio, político italiano.
- 1986: David Karp, desarrollador web y emprendedor estadounidense, fundador de Tumblr.
- 1986: Djibril Thiam, jugador de baloncesto senegalés.
- 1987: Bartosz Białkowski, futbolista polaco.
- 1987: Kate Nash, cantante británica.
- 1988: Tiffany Cromwell, ciclista australiana.
- 1988: Cody Fern, actor australiano.
- 1988: Lars Sullivan, luchador profesional estadounidense.
- 1988: Kevin Fickentscher, futbolista suizo.
- 1988: Brittany Underwood, actriz estadounidense.
- 1989: Paula Guilló, modelo y reina de belleza española.
- 1989: Elias Harris, jugador de baloncesto alemán.
- 1989: Christopher Juul-Jensen, ciclista danés.
- 1990: Jae Crowder, jugador de baloncesto estadounidense.
- 1990: Magaye Gueye, futbolista francés de origen senegalés.
- 1990: Gastón Vietto, actor argentino.
- 1990: Jurijus Veklenko, cantante lituano.
- 1990: Meg Mac, cantautora australiana.
- 1990: Rudgy Pajany, cantante francés.
- 1992: Manny Machado, beisbolista estadounidense de origen dominicano.
- 1992: Rigoberto Mendoza, baloncestista dominicano.
- 1992: Han Na-lae, tenista surcoreana.
- 1992: Daniel Villalva, futbolista argentino.
- 1992: Dominik Furman, futbolista polaco.
- 1992: Lee Su-jeong, cantante surcoreana.
- 1992: Duilio Vallebuona, tenista, personalidad de televisión y modelo peruano.
- 1993: Claudia Soto, futbolista chilena.
- 1993: Tomás Rebord, escritor, streamer y abogado argentino.
- 1993: Jana Burčeska, cantante macedonia.
- 1993: Ai Fairouz, seiyū japonesa.
- 1994: Patrick Aisa, futbolista papú.
- 1994: Lucas Fratzscher, deportista alemán que compite en biatlón.
- 1994: Ruben Guerreiro, ciclista portugués.
- 1994: Scott James, deportista de snowboard australiano.
- 1994: Joan Jordán, futbolista español.
- 1994: Jerry Smith, cantante brasileño.
- 1994: Bojan Nastić, futbolista bosnio.
- 1994: Jason Remeseiro, futbolista español.
- 1994: Camilla y Rebecca Rosso, actrices británicas.
- 1994: Wei Chun-Heng, deportista taiwanés.
- 1995: Lee Jung-shik, actor y modelo surcoreano.
- 1996: Celia Barquin, golfista española (f. 2018).
- 1996: Hassan Abdallah, futbolista keniano.
- 1996: Pravin Ramesh Jadhav, deportista indio.
- 1997: Gueorgui Yomov, futbolista búlgaro.
- 1997: Quentin Braat, futbolista francés.
- 1997: Tilen Finkšt, ciclista esloveno.
- 1997: Kyle Mack, deportista de snowboard estadounidense.
- 1998: Yoshitake Suzuki, futbolista japonés.
- 1998: Shogo Asada, futbolista japonés.
- 1998: Faitout Maouassa, futbolista francés.
- 1999: Denis Drăguș, futbolista rumano.
- 1999: Uladzislau Kravets, piragüista bielorruso.
- 2000: Zion Williamson, baloncestista estadounidense.
- 2000: Dani Tasende, futbolista español.
- 2000: Leo Román, futbolista español.
- 2000: James Sands, futbolista estadounidense.
- 2000: Kevin Sessa, futbolista alemán.
- 2000: Yorick de Groot, voleibolista neerlandés.
- 2000: Juani Marcos, baloncestista argentino.
- 2000: Victoria Cuadrillero, gimnasta rítmica española.
- 2000: Michael Obafemi, futbolista irlandés.
- 2000: Şəhanə Hacıyeva, yudoca azerí.
- 2000: Milagros Vargas, futbolista argentina.
- 2002: Zi Yu, cantante y actor chino.
- 2003: Nurhen Belhaj Salem, atleta tunecina.
- 2003: Maks Kaśnikowski, tenista polaco.
- 2003: Zeno Van Den Bosch, futbolista belga.
- 2003: Llum, cantante española.
- 2004: Damion Downs, futbolista alemán nacionalizado estadounidense
- 2004: Konrad Veenenbos, esgrimista neerlandés.
- 2007: Kaho Aitaka, nadadora japonesa

## Fallecimientos
- 371 a. C.: Cleómbroto I, rey espartano entre 380 y 371 a. C. (n. 410 a. C.).
- 699: Sexburga de Ely, princesa, abadesa y santa inglesa (n. c. 640).
- 918: Guillermo I, aristócrata aquitano (n. 875).
- 1070: Godeleva, santa flamenca (n. 1049).
- 1189: Enrique II, rey de Inglaterra entre 1170 y 1183 (n. 1133).
- 1218: Odón III de Borgoña, aristócrata francés (n. 1166).
- 1249: Alejandro II, rey escocés (n. 1198).
- 1250: Pedro I, aristócrata bretón (n. 1191).
- 1325: Ismaíl I de Granada, soberano nazarí de Granada (n. 1279).
- 1415: John Huss, predicador reformista y pensador checo (n. 1370).
- 1416: Juan II de Mecklemburgo-Stargard, duque de Mecklemburgo (n. 1370).
- 1476: Johann Müller Regiomontano, astrónomo y matemático alemán (n. 1436).
- 1477: Jean II de Montmorency, noble y militar francés (n. 1404).
- 1480: Antonio Squarcialupi, organista italiano (n. 1416).
- 1516: Guillermo de Pazzi, político italiano (n. 1437).
- 1533: Ludovico Ariosto, poeta italiano (n. 1474).
- 1535: Tomás Moro, abogado, escritor, político y humanista inglés (n. 1478).
- 1553: Eduardo VI, rey inglés (n. 1537).
- 1571: Mōri Motonari, militar japonés (n. 1497).
- 1641: Luis de Borbón-Soissons, noble francés (n. 1604).
- 1684: Ana María de Gonzaga-Nevers, noble italofrancesa (n. 1616).
- 1702: Nicolas Lebègue, compositor francés (n. 1631).
- 1812: Martín de Álzaga, comerciante y político español (n. 1755).
- 1816: Jorge Tadeo Lozano, naturalista colombiano (n. 1771).
- 1816: Miguel de Pombo, fue un político, académico y prócer de la independencia colombiana. (n. 1779).
- 1832: José de la Serna, noble y militar español, virrey del Perú entre 1821 y 1824 (n. 1770).
- 1835: John Marshall, estadista y jurista estadounidense (n. 1755).
- 1850: Francisco Cea Bermúdez, político y diplomático español (n. 1779).
- 1854: Georg Simon Ohm, físico alemán (n. 1789).
- 1865: Sofía Guillermina, princesa sueca (n. 1801).
- 1866: George Bruce, inventor y empresario estadounidense de origen británico (n. 1781).
- 1871: Antônio de Castro Alves, escritor brasileño (n. 1847).
- 1873: Ignaz Rudolph Schiner, entomólogo austriaco (n. 1873).
- 1882: Tomás Guardia Gutiérrez, militar y político costarricense, presidente de Costa Rica entre 1870 y 1876 (n. 1831).
- 1893: Guy de Maupassant, escritor francés (n. 1850).
- 1901: Chlodwig zu Hohenlohe-Schillingsfürst, aristócrata y canciller alemán (n. 1819).
- 1902: María Goretti, santa y mártir italiana (n. 1890).
- 1902: Leopoldo Miguez, compositor, director de orquesta y violinista brasileño (n. 1850).
- 1908: Felipe Calderón y Roca, abogado, político e intelectual filipino (n. 1868).
- 1911: Alejandra de Sajonia-Altenburgo, aristócrata rusa (n. 1830).
- 1914: Delmira Agustini, poetisa uruguaya (n. 1886).
- 1914: Seth Eugene Meek, zoólogo e ictiólogo estadounidense (n. 1859).
- 1916: Béla Békessy, esgrimista húngaro (n. 1875).
- 1922: María Teresa Ledóchowska, religiosa austriaca de origen polaco (n. 1863).
- 1927: Federico Segismundo de Prusia, príncipe prusiano (n. 1891).
- 1931: Edward Goodrich Acheson, químico e inventor estadounidense (n. 1856).
- 1932: Kenneth Grahame, escritor británico (n. 1859).
- 1937: Carlos Eugenio Restrepo, presidente colombiano (n. 1867).
- 1939: Felipe Sandoval, anarquista español (n. 1886).
- 1941: Rafael Martínez Nadal, político y escritor puertorriqueño (n. 1877).
- 1944: Chuichi Nagumo, almirante japonés (n. 1887).
- 1945: Adolf Bertram, cardenal alemán de la Iglesia católica (n. 1859).
- 1946: Jeanne Lanvin, diseñadora de moda y estilista francesa (n. 1867).
- 1948: František Svoboda, futbolista checoslovaco (n. 1906).
- 1952: Maryse Bastié, aviadora francesa (n. 1898).
- 1953: Julia de Burgos, poetisa puertorriqueña (n. 1914).
- 1954: Gabriel Pascal, productor y director cinematográfico húngaro (n. 1894).
- 1958: Luigi Musso, piloto de carreras italiano (n. 1924).
- 1959: George Grosz, pintor alemán (n. 1893).
- 1960: Aneurin Bevan, político británico (n. 1897).
- 1960: Hans Wilsdorf, relojero y empresario alemán, fundador de Rolex (n. 1881).
- 1961: Enrique Rodríguez Larreta, escritor y político argentino (n. 1875).
- 1961: Cuno Amiet, pintor y escultor suizo (n. 1868).
- 1962: William Faulkner, novelista estadounidense, premio nobel de Literatura en 1949 (n. 1897).
- 1962: José Augusto de Austria, archiduque austriaco (n. 1872).
- 1964: Gregorio Delgado Fernández, periodista e historiador cubano (n. 1903).
- 1964: Rafael Cansinos Assens, escritor español (n. 1882).
- 1965: Juan Aguilar Catena, periodista y escritor español (n. 1888).
- 1967: Otto Trieloff, atleta alemán (n. 1885).
- 1970: Marjorie Rambeau, actriz estadounidense (n. 1889).
- 1971: Louis Armstrong, músico y trompetista estadounidense de jazz (n. 1901).
- 1971: Ciro Verratti, esgrimista italiano (n. 1907).
- 1972: Brandon De Wilde, actor estadounidense (n. 1942).
- 1973: Otto Klemperer, director de orquesta y músico alemán (n. 1885).
- 1974: Francis Blanche, actor, humorista y escritor francés (n. 1921).
- 1976: Zhu De, militar chino (n. 1886).
- 1976: Juan Antonio Gaya Nuño, historiador, crítico de arte y escritor español (n. 1913).
- 1977: Hu Nim, político camboyano (n. 1932).
- 1978: Babe Paley, socialite estadounidense (n. 1915).
- 1979: Van McCoy, músico y compositor estadounidense (n. 1940).
- 1980: Gail Patrick, actriz estadounidense (n. 1911).
- 1982: Bob Johnson, beisbolista estadounidense (n. 1905).
- 1982: Alma Reville, actriz británica, esposa de Alfred Hitchcock (n. 1899).
- 1982: Raúl Roa, político y diplomático cubano (n. 1907).
- 1985: Alfredo Barbieri, actor y humorista argentino (n. 1923).
- 1988: Víctor Junco, actor mexicano (n. 1917).
- 1989: János Kádár, político húngaro (n. 1912).
- 1990: Ruth Becker, mujer estadounidense, superviviente del hundimiento del RMS Titanic (n. 1899).
- 1991: Renée Garilhe, esgrimista francesa (n. 1923).
- 1992: Marsha P.Johnson, activista LGBTIQ+
- 1994: Cameron Mitchell, actor estadounidense (n. 1918).
- 1995: Aziz Nesin, escritor turco (n. 1915).
- 1996: Armando Calvo, actor español (n. 1919).
- 1998: Roy Rogers, cantante y actor estadounidense (n. 1911).
- 1999: Bernardo Gandulla, futbolista argentino (n. 1916).
- 1999: Joaquín Rodrigo, compositor español (n. 1901).
- 2000: Władysław Szpilman, pianista polaco (n. 1911).
- 2002: Dhirubhai Ambani, empresario indio (n. 1932).
- 2002: John Frankenheimer, cineasta estadounidense (n. 1930).
- 2002: Jorge Matute Remus, ingeniero mexicano (n. 1912).
- 2003: Buddy Ebsen, actor estadounidense (n. 1908).
- 2004: Lucho Bender, cineasta y publicitario argentino (n. 1956).
- 2004: Miguel Ángel Benítez Gómez, cantante español, de la banda Los Delinqüentes (n. 1983).
- 2004: Ángel Fernández Santos, crítico y guionista español (n. 1934).
- 2004: Thomas Klestil, político y presidente austriaco (n. 1932).
- 2004: Syreeta Wright, cantante estadounidense (n. 1946).
- 2005: Claude Simon, escritor francés y premio nobel de Literatura en 1985 (n. 1913).
- 2005: Mario Vanarelli, actor y escenógrafo argentino (n. 1917).
- 2006: Juan de Ávalos, escultor español (n. 1911).
- 2006: Juan Pablo Rebella, cineasta uruguayo (n. 1974).
- 2007: Kathleen Erin Hogg Woodiwiss, escritora estadounidense (n. 1939).
- 2008: Nonna Mordiukova, actriz rusa (n. 1925).
- 2009: Vasili Aksiónov, escritor ruso (n. 1932).
- 2009: Enrique Congrains, escritor y editor peruano (n. 1932).
- 2009: Robert McNamara, político estadounidense (n. 1916).
- 2010: José Rico Pérez, empresario y dirigente futbolístico español (n. 1918).
- 2011: Miquel Pairolí, escritor y periodista español (n. 1955).
- 2011: Mani Kaul, cineasta indio (n. 1944).
- 2013: Nadezhda Popova (91), militar soviética-ucraniana (n. 1921), una de las primeras pilotos militares femeninas de la Unión Soviética en la Segunda Guerra Mundial; formó parte de una unidad de bombardeo formada exclusivamente por mujeres, Heroína de la Unión Soviética, Orden de la Estrella Roja (tres veces) y Orden de Lenin.
- 2015: Jerry Weintraub, productor cinematográfico estadounidense (n. 1937).
- 2016: John McMartin, actor estadounidense (n. 1929).
- 2017: Joan Boocock Lee, modelo británica-estadounidense y actriz de voz (n. 1922).
- 2018: Shōkō Asahara, líder espiritual y terrorista japonés (n. 1955).
- 2018: Vlatko Ilievski, actor y cantante macedonio (n. 1985).
- 2018: Giuseppina Projetto, supercentenaria italiana, última persona viva verificada nacida en 1902 (n. 1902).
- 2019: Cameron Boyce, actor estadounidense (n. 1999).
- 2020: Charlie Daniels, músico estadounidense (n. 1936).
- 2020: Ronald Graham, matemático estadounidense (n. 1935).
- 2020: Ennio Morricone, compositor y director de orquesta italiano (n. 1928).
- 2022: James Caan, actor estadounidense (n. 1940).
- 2023: Attila Abonyi (76), jugador y entrenador de fútbol australiano-húngaro (n. 1946).
- 2023: Johnie Cooks (64), jugador de fútbol americano estadounidense (n. 1958).
- 2023: Arnaldo Forlani (97), político italiano (n. 1925).
- 2023: José Celso Martinez Corrêa (86), director teatral, actor y dramaturgo brasileño (n. 1937).
- 2024: Ahmed Refaat, futbolista egipcio (n. 1993).

## Celebraciones
- Día Mundial de las Zoonosis.[3]
En recuerdo de un hito médico: la aplicación de la primera vacuna antirrábica en 1885 por Louis Pasteur a José Meister de 9 años de edad, un niño mordido por un perro infectado. Esta fecha busca generar conciencia sobre las enfermedades zoonóticas, aquellas que se transmiten entre animales y humanos, como la rabia, la gripe aviar, la brucelosis o incluso la COVID-19. Más del 60% de las enfermedades infecciosas humanas conocidas son de origen zoonótico, y el 75% de las enfermedades emergentes provienen de animales.

- Día Internacional del Beso Robado.[4][5]
Es una celebración que es similar a la del Día Internacional del Beso, el 13 de abril. Se celebra en Gran Bretaña desde el siglo XIX y en Estados Unidos desde el 2006. Día para tomar valor y darle un beso a la persona que se deseó desde hace tiempo.

Gastronomía
- Día Mundial del Pollo Frito.[6]
Con origen en el sur de Estados Unidos, este plato se ha reinventado en todo el mundo, mezclando técnicas, sabores y tradiciones que lo mantienen siempre vigente.

 Por países
(Por orden alfabético)
- Argentina: 
  - Día del Empleado Legislativo.[7]
Se celebra en conmemoración del Primer Congreso Nacional de Empleados Legislativos, que se concretó en la Ciudad de Salta.[8]
  - Día del Abogado víctima del terrorismo de Estado.[9]
Celebrado en honor a los abogados laboralistas secuestrados y asesinados en "La Noche de las Corbatas".

- Bolivia: 
  - Día del Trabajador en Salud.

- Comoras: 
  - Día de la Independencia.

- España:
  - Aniversario de la Real Academia Española (RAE).
Fundación: 6 de julio de 1713 (312 años).

- Malaui: 
  - Día de la Independencia y Día de la República.

- Paraguay: 
  - Día del Minguero, en la ciudad de Minga Guazú (Alto Paraná).
En homenaje a la fecha de nacimiento del fundador de la ciudad; el sacerdote Guido Coronel.

- Perú: 
  - Día del Maestro.

Compartidas
- Bielorrusia,  Polonia,  Rusia y  Ucrania:
  - La primera Noche de Iván Kupala.

### Santoral católico

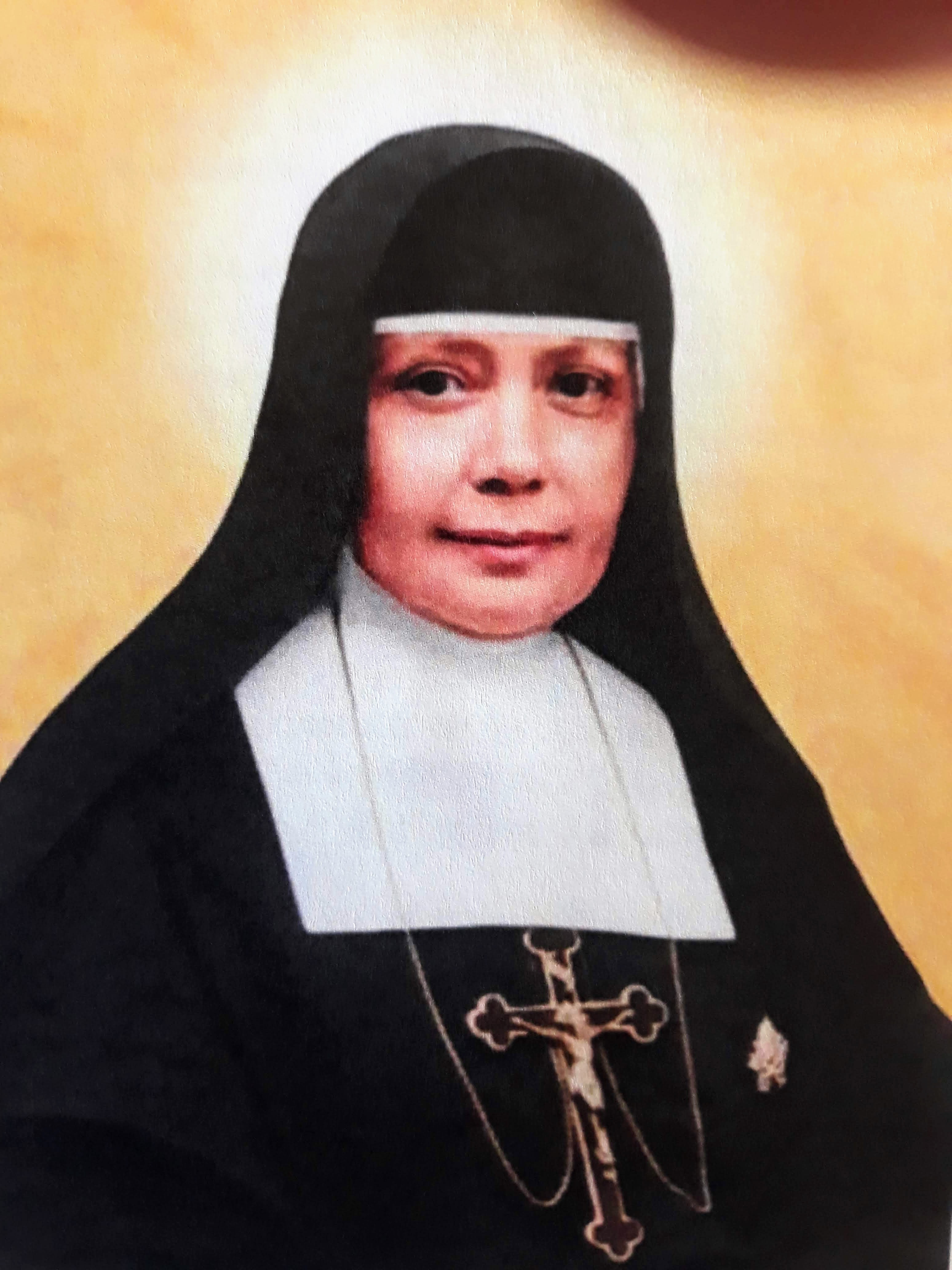
Santa Nazaria de Santa Teresa.

- Santa Ciriaca de Nicomedia.[10]
- Santa Dominica de Tropea.
- San Goar de Aquitania.[10]
- San Justo de Condat.[10]
- Santa María Goretti.[10][11]
- Santa Monena.[10]
- San Paladio de Escocia.[10]
- San Pedro Wang Zuolong.[10]
- San Rómulo de Fiésole.[10]
- San Sísoes de Egipto.[10]
- Beato Agustín José Desgardin.[10]
- Beata María Teresa Ledochowska.[10]
- Santa Nazaria Ignacia.[10](imagen ilustrativa).
- Beata Susana Águeda y compañeras.[10]
- Beato Tomás Alfield.[10]